# Mar de Cristal
Mar de Cristal es una localidad española perteneciente al término municipal de Cartagena, comunidad autónoma de la Región de Murcia.
Su playa es conocida por la calidad de sus aguas (de ahí su nombre), y cuenta con todos los servicios necesarios para su uso y disfrute.
Ha sido la playa de la Región de Murcia más veces premiada con una bandera azul. Además, fue galardonada en 2012 con la "Q" de Calidad Turística. La temperatura media anual es de 17 °C.

## Geografía física

### Ubicación
Mar de Cristal está situada en el sureste de la península ibérica en la comunidad autónoma de la Región de Murcia en la costa del Mar Menor, en su zona sur, entre Islas Menores al Oeste y Playa Honda al Este, casi limitando con La Manga del Mar Menor y muy próxima a Cabo de Palos. 

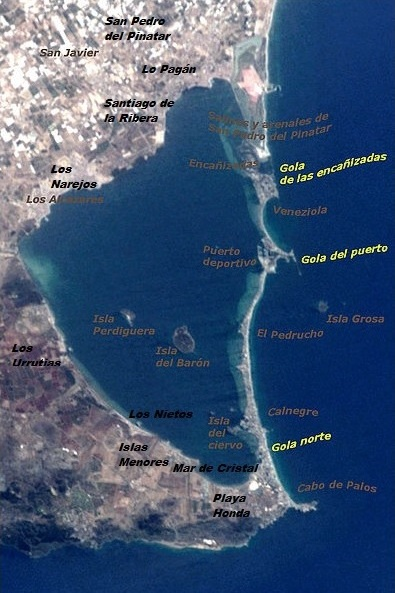
Mar de Cristal, población a la orilla del Mar Menor

Dista 26 kilómetros de Cartagena. 

### Problemas medioambientales
Mar de Cristal padece las consecuencias de la degradación del Mar Menor, provocada por el cambio de un modelo de agricultura de secano a una agricultura de regadío que vierte nitratos y produce eutrofización, se desarrolla la llamada "sopa verde" y como consecuencia se da la anoxia o ausencia de oxígeno que ocasiona a veces la muerte de peces de la albufera

## Historia

### Siglos XVII-XVIII
El Mar Menor fue denominado La Albufera o Albufera del Cabo de Palos desde época musulmana y 
sufrió los ataques de piratas berberiscos durante mucho tiempo por lo que apenas estaba poblado debido a la inseguridad existente. La repoblación del Campo de Cartagena tendrá lugar a partir del siglo XVII y estará impulsada por el plan gubernamental de situar a Cartagena como ciudad militar y capital de departamento marítimo. El nuevo auge del movimiento colonizador hacia el Campo de Cartagena traerá nuevos propietarios a la zona.

### Época contemporánea
En el siglo XX en el tramo de costa donde se ubica se construyó una urbanización que se denomina Mar de Cristal.

## Geografía humana

### Organización territorial
El término municipal de Cartagena se divide en entidades colectivas de población allí denominadas diputaciones.  Mar de Cristal pertenece a la diputación del Rincón de San Ginés y es una entidad singular de población o pedanía del municipio.

### Demografía

#### Población
En 2021 tenía censados 651 habitantes según el Instituto Nacional de Estadística.

### Economía

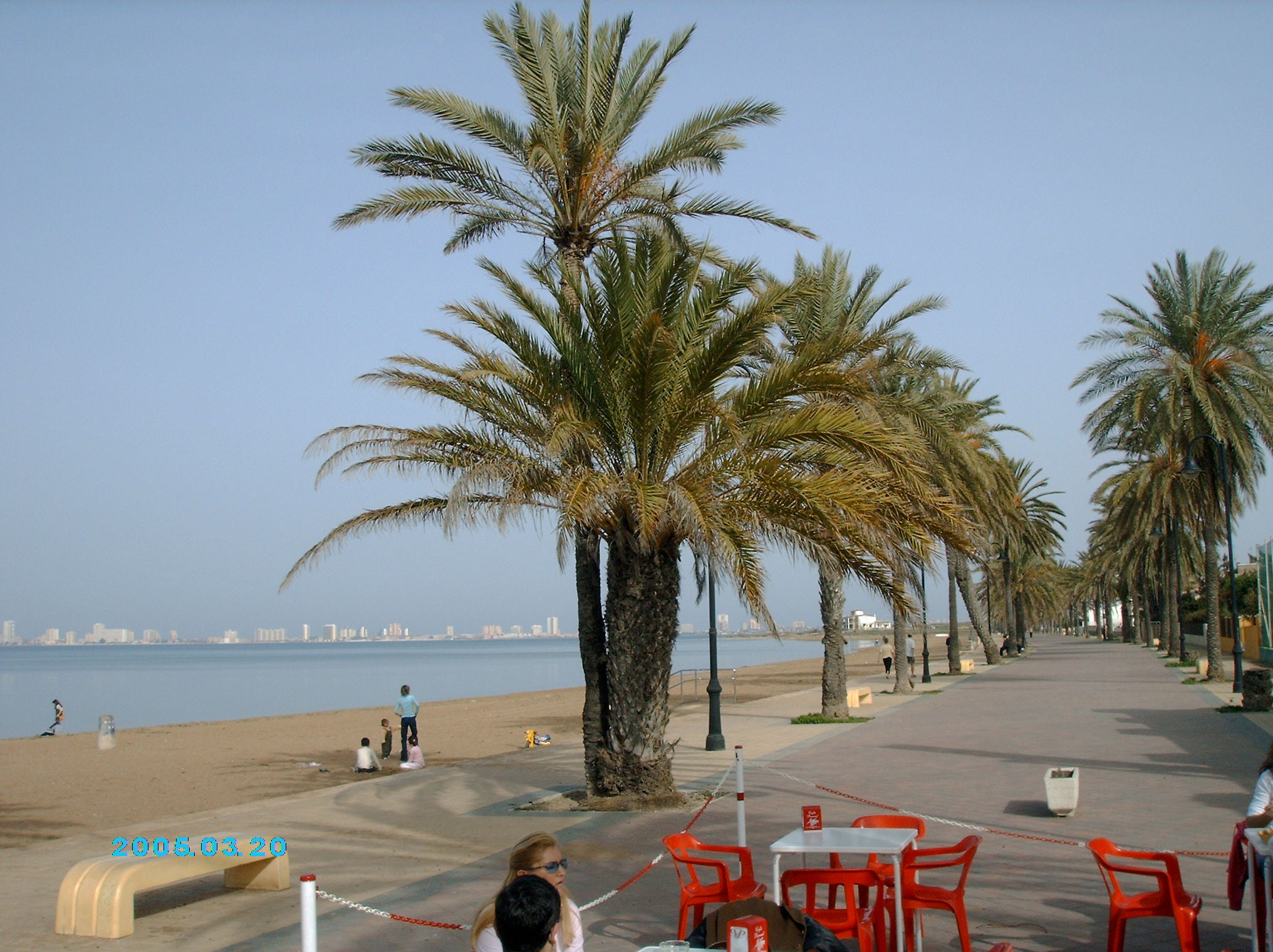
Paseo marítimo de Mar de Cristal

Su economía se basa en el sector servicios y, dentro de este, más específicamente en el turismo.

### Equipamientos y servicios
- Puerto deportivo.
- Pistas deportivas (Pádel, Tenis, Gimnasio).
- Piscina privada.
- Iglesia.
- Cine de verano.
- Hotel y apartamentos.
- Supermercados
- Chiringuitos

### Transportes y comunicaciones

#### Carreteras
La localidad tiene 2 accesos: uno por la RM-F54 desde Islas Menores (están prácticamente unidas ambas poblaciones) y otro desde una carretera local que enlaza con la carretera RM-12.

#### Autobús
El servicio de transporte público urbano conecta la localidad con la ciudad de Cartagena y las playas durante el periodo estival.
| Línea | Recorrido                                              | Operador       |
| ----- | ------------------------------------------------------ | -------------- |
| 21    | Cartagena - Los Urrutias - Playa Honda (solo verano)   | ALSA (TUCARSA) |
| 22    | La Manga - Los Urrutias (Búho Mar Menor / Solo verano) | ALSA (TUCARSA) |

El servicio de viajeros por carretera del municipio se engloba dentro de la marca Movibus, el sistema de transporte público interurbano de la Región de Murcia (España), que incluye los servicios de autobús de titularidad autonómica.
| Línea | Recorrido                                                          | Operador       |
| ----- | ------------------------------------------------------------------ | -------------- |
| 46    | San Pedro del Pinatar - San Javier - Los Alcázares - Cabo de Palos | ALSA (TUCARSA) |

Además, presta servicio la siguiente línea interurbana durante el periodo estival:
| Línea     | Recorrido                       | Operador |
| --------- | ------------------------------- | -------- |
| MUR-083-2 | Murcia - La Manga del Mar Menor | Interbus |

## Fiestas
La Asunción, patrona de Mar de Cristal (14 y 15 de agosto).